# Митко Апостоловски
Митко Апостоловски (на македонска литературна норма: Митко Апостоловски) е актьор от Северна Македония.

## Биография
Митко С. Апостоловски е роден през  1955 година в Битоля. Завършва актьорско майсторство във Висшата музикална школа в Скопие и се присъединява към трупата на Битолския народен театър през 1973-1974 година. Впоследствие играе в Кумановския театър (1980-1995), а от 1995 до смъртта си отново е в Битолския народен деатър.
Митко Апостоловски е основен актьор на Битолския народен театър, но има редица убедителни участия в киното. Между тях е ролята на Димитър Гюзелов като председател на футболния отбор „Македония“ (Скопие) във филма „Трето полувреме“ (2012).